# HD 140438
HD 140438，又名BD+14 2922，SAO 101699、HR 5850，是一颗恒星，视星等为6.48，位于銀經23.15，銀緯47.81，其B1900.0坐标为赤經15h 38m 30.3s，赤緯+13° 47.81′ 11″。